# Теодор Бовері
Теодор Бовері (нім. Theodor Boveri; 12 жовтня 1862, Бамберг — 15 жовтня 1915, Вюрцбург) — був німецьким зоологом, анатомом та співзасновником сучасної цитології. Бовері визнав хромосоми носіями спадкової системи в 1904 році.
З 1880 по 1882 роки Едуард Страсбургер і Теодор Бовері описали сталість кількості хромосом у різних видів (це характерно для відповідних видів) та індивідуальність хромосом.
У 1888 році він придумав термін центросома, важливість якого для ділення клітин він визнав. У 1904 році після Вальтера Саттона, він заснував хромосомну теорію успадкування, після підходів Карла Вільгельма фон Нагелі, Едуарда ван Бенедена, Оскара Гертвіга, Альберта фон Келлікера та Августа Вайсмана.

## Біографія

### Сім'я та шкільні роки
Теодор Бовері народився 12 жовтня 1862 року в сім'ї середнього класу в Бамберзі. Його мати Антоні Бовері та батько, якого також називали Теодором Бовері (повне ім'я Йоганн Евген Теодор), був лікарем і мав невеликий фінансовий успіх. Він займався нерегулярно і поступово продавав спадкове майно. В результаті старший син Альберт (помер 1918 р.) Все-таки зміг навчатися батьківськими грошима, але другий, Теодор, був можливий лише за допомогою стипендії. Третій син, Вальтер Бовері, вже не міг навчатися в університеті, він в 17 років пішов до Королівської індустріальної школи в Нюрнберзі. Закінчивши навчання, він переїхав до Швейцарії у віці 20 років, де став відомим промисловим підприємцем. . і Brown, Boveri & Cie. Наступник Асі Браун Бовері (ABB) носять його ім'я. Молодший брат Роберт народився в 1871 році. Можливо, через те, що Теодор молодший покинув батьківський будинок через кілька років, Вальтер Бовері написав в некролозі про Теодора, що це виховується зі старшим і молодшим братом у батьківському будинку.
Теодор Бовері відвідував початкову школу в Бамберзі та перші три класи латинської школи. У віці 13 років він відвідав один у Нюрнберзі з жовтня 1875 року, який закінчив з відзнакою в 1881 році. Батько сказав, що він архітектор чи інженер і що цей тип школи краще підготувався в цьому напрямку. У Нюрнберзі він жив із сім'єю Роберта Штеєра, друга свого батька та засновника та директора міської музичної школи, який також давав уроки музики Бовері. Відтоді Теодор був лише у відпустці зі своєю родиною, яка регулярно проводила літні канікули у маєтку Хефе поблизу Бамберга. Він продовжував шукати це місце до кінця життя.

### Мюнхен

#### Навчання, докторантура, габілітація та стипендії
У 1881 році Бовері почав навчання в Мюнхенському університеті імені Людвіга Максиміліанса. Він почав з історико-філософських досліджень. Однак його формальна кваліфікація середньої школи не відповідала формальним вимогам. Він уже мав необхідні знання латинської мови ще з часів Бамберга, тепер він вивчив грецьку мову за дев'ять місяців, а потім з відмінністю склав іспит з гуманістичного зрілості. В результаті його прийняли до Баварійського державного закладу сприяння обдарованим «Максиміліанеум», який на кілька років надав йому безкоштовне харчування та проживання. Це робило його менш залежним від дедалі важчого матеріального становища батьків.
Після семестру історичних досліджень Бовери перейшов до природничих досліджень та медицини, спочатку до анатомії. У Карла Вільгельма фон Купфера він працював помічником часом, ймовірно, також з фінансових причин. З Купфером анатомо-гістологічна докторська дисертація, подана на факультет філософії та природничих наук у 1885 році також сприяла пізнанню нервових волокон. Він став доктором філософії «summa cum laude».
Навесні 1885 року він отримав п'ятирічну стипендію Ламонта від наукового факультету, яку згодом продовжили на два роки. Стипендії, названі на честь засновника  Йогана фон Ламонта, повинні були слугувати з 1854 року для «підготовки молодих учених», які були католиками і народилися в Баварії. Стипендія дозволила йому відмовитися від посади асистента і повністю присвятити себе дослідженню. У травні він переїхав до зоологічного інституту до Річарда Гертвіга, який познайомив його з теорією клітин, через кілька днів після переїзду до Мюнхена. Під впливом роботи Едуарда ван Бенедена над яєчними клітинами та їх заплідненням Бовері розпочав свою роботу над хромосомами. До подання докторської дисертації довічна дружба розпочалася з Августа Полі, дванадцяти років його старшого, який був асистентом і приватним викладачем Зоологічного інституту. Наприкінці листопада 1887 року Бовері габілітувались на зоологію та порівняльну анатомію. Предметом роботи були Полярні тіла яєчних клітин.

#### Неаполь та Амфіокс
З січня по кінець квітня 1888 року і знову навесні 1889 року Бовері відвідав Неаполіанську зоологічну станцію, засновану Антоном Дорном, де працював з яйцями морського їжака. Під час першого перебування він виявив, що яйцеклітина та сперма мають однакову популяцію хромосом. Під час другого перебування він провів досліди Мерогоні. Далі відбулося сім перебувань упродовж 1914 року.
У 1890 році він опублікував своє відкриття нирки ланцетної риби, тоді її назвали амфіоксом, роботою, яка захистила його від того, щоб він вважався фахівцем з чистої клітини.

#### Хвороба, приватне та професійне становище, призначення у Вюрцбург
У 1890 році почалася серйозна криза для Бовері. Батько Теодор Бовері старший накопичив високі борги і серйозно захворів. Оскільки брат Вальтер жив ще далі в Швейцарії від Бамберга, 27-річний Теодор Бовері молодший взяв на себе переговори з кредиторами. Зусилля двох синів та ввічливість кредиторів запобігли втраті батьківського майна. Однак сам Теодор Бовері молодший захворів. Був діагностований грип (грип), і пізніше він написав про важку неврастенію. З середини 1890 року до літа 1891 року він не міг працювати, іноді з сильною депресією. Спочатку влаштувавши матеріальне становище батьків у Бамберзі, він ненадовго був у Мюнхені, перш ніж поїхати до Констанції на лікування. Ще в Мюнхені до нього дійшла звістка, що батько помирає, і він повернувся до Бамберга. Після похорону він поїхав до психіатричної лікарні в Констанці. Йому було дуже шкода, що він не зміг відвідати весілля брата у Швейцарії у лютому через хворобу. Йому було краще через чотири місяці, хоча він залишався сприйнятливим до хвороб. У зимовому семестрі 1891 року він повернувся до Мюнхена.
Стипендія Ламонта закінчилася в 1891 році. У зоологічному інституті йому вдалося зайняти посаду помічника в Гертвігу, яку раніше займав Паулі. У цей момент він вже придбав міжнародну репутацію, яка була незвичною для помічника, але кращої професійної можливості спочатку не було. Однак його репутація призвела до того, що деякі з закордонних вчених-приїжджих інституту працювали на нього. Серед них був перший відомий у США біолог клітин, шестирічний Едмунд Б. Вілсон, з яким склалася міцна дружба. Незважаючи на невизначені перспективи на роботу, Бовері відмовився викладати в Університеті Кларка в США, а також додатковою посадою в Мюнхенському музеї, що не дозволило б йому займатися своїми науковими інтересами.

#### Професійна ситуація, хвороба та смерть
Бовері був відомим науці на рубежі століть, він піднявся в ієрархії в університеті і, таким чином, все більше доручався адміністративним питанням. Він став членом Сенату та Адміністративного комітету, на нього покладено призначення. Він отримав кілька дзвінків до інших університетів. У 1911 році він розглядав можливість поїхати у Фрайбург, але вирішив проти цього. Незабаром після цього йому запропонували направити новий інститут біології Кайзера Вільгельма в Берліні. Він був розірваний між тим, чи повинен він прийняти зустріч чи скоріше залишитися у Вюрцбурзі. Під час проведених переговорів у 1912 році він запропонував структуру відділу та керівника відділу Макса Хартмана для найпростіших, Річарда Голдшмідта з генетики, Ганса Шпемана з фізіології розвитку та Отто Варбурга з біохімії, які також були призначені. Двоє з цих дослідників, які були ще молодими на той час, пізніше стали лауреатами Нобелівської премії. Нарешті він відмовився від пропозиції для себе. Ще одним визначальним фактором став подальший епізод хвороби зі слабким паралічем правої половини тіла. Він побоювався, що його здоров'я в Берліні погіршиться ще більше.
Бовері все ще хворів. У серпні 1915 року було видалено нагноєний жовчний міхур та жовчний камінь. У вересні він писав про плеврит та лихоманку. Помер у віці 53 років 15 жовтня 1915 року.
Існує дуже різна інформація про захворювання, що призводить до смерті. Його учень та біограф Бальцер написав у 1962 році: «Природа хвороби залишалася невизначеною». Його дружина припускала, що це туберкульоз легень. Повідомляється також, що Фердинанд Зауербрух підозрював отруєння радієм при віддаленій діагностиці. Радіоактивний елемент використовувався Бовери в деяких своїх експериментах. Виходячи з симптомів, описаних у його листах, у 21-му столітті в історії історії діагнозу було встановлено, що Бовері помер від зараження
аскаридськими люмбікоідами, з якими він експериментував. Принаймні те, що він був заражений Аскарісом, є історично певним, навіть якщо невідомо, чи це було причиною смерті.
Той факт, що ні Балтцер, ні дочка Боверы не згадували про інфекцію Аскаріса, змусили пізніше біографа підозрювати, що в їхніх очах «така неприємна лабораторна аварія не могла бути корисною для батька та великих біологів».

#### Особистість
Біографи Бовері описують підлітка, а також дорослого як людину, якій менше дарується дар блискучої промови, ніж мистецтво переконливої дискусії. Високий рівень розуміння дав йому змогу розпізнати суть ситуації та представити її наголошеним чином. Потяг до зосередження уваги був йому чужий. Бовері був не лише науково, але й музично та художньо обдарований. Останнє знайшло відображення у багатьох зроблених ним картинах та малюнках, не в останню чергу малюнків у своїй науковій праці.

## Нагороди та почесті
- З 1903 року був членом-кореспондентом Баварської академії наук.
- У 1906 році обраний членом-кореспондентом Російської академії наук в Санкт-Петербурзі.
- Член академій в Берліні, Копенгагені, Філадельфії і Нью-Йорку.[14]
- Баварський орден Максиміліана науки і мистецтва